# Verbascum xanthophoeniceum
Verbascum xanthophoeniceum är en flenörtsväxtart som beskrevs av August Heinrich Rudolf Grisebach. Verbascum xanthophoeniceum ingår i släktet kungsljus, och familjen flenörtsväxter. Utöver nominatformen finns också underarten V. x. albiflorum.